# رولاند ديلغادو
رولاند ديلغادو (بالإنجليزية: Rolando Delgado) هو فنان قتال مختلط أمريكي، ولد في 22 نوفمبر 1981 في سان دييغو في الولايات المتحدة.

## وصلات خارجية
- رولاند ديلغادو على موقع يو إف سي (الإنجليزية)
- رولاند ديلغادو على موقع شيردوغ (الإنجليزية)
- رولاند ديلغادو على موقع IMDb (الإنجليزية)